# إلياس ندور
إلياس عبد الله ندُّور (1912 - 1980) صحفي ومدرس وشاعر سوري من أهل القرن العشرين م. ولد في قرية قرية ساعين غربية بمحافظة طرطوس. تخرّج بدار المعلمين في اللاذقية، وصار معلّمًا في مدارسها. وبعد إحالته إلى التقاعد، انتقل مع أسرته إلى دمشق. شارك بالكتابة في الصحف، ثم اعتكف يترجم عن الفرنسية. له ديوان شعر بعنوان لحن الماضي. توفي في دمشق. 

## سيرته
ولد إلياس عبد الله نَدّور في قرية ساعين غربية بمحافظة طرطوس غربي سوريا وتلقى دراسته في اللاذقية حتى حصل على أهلية التعليم الابتدائي في عام 1933. ثم انتسب إلى جامعة باريس العالمية، ودرس بالمراسلة الأدب الفرنسي وعلم النفس والتربية.

عمل مدرساً للغتين العربية والفرنسية في مدارس طرطوس من 1954 حتى إحالته إلى التقاعد في 1972. كان عضو اتحاد الكتاب العرب، وعضو نقابة المعلمين.

انتقل إلى دمشق وعاش فيها حتى وفاته في سنة 1980.

## شعره
ذكره عبد العزيز البابطين في معجمه «يدور شعر إلياس ندور حول وصف الطبيعة الجميلة في ربوع الريف حول قريته، والغزل، والوطنية. وجميعه من الشعر العمودي: الموزون المقفى، عدا قصائد قليلة، اختار لها نظام التفعيلة. ابتدأ رحلته مع الشعر رومانسياً في شبابه وانتهى واقعياً في كهولته، أما معانيه وصوره وتشبيهاته وأخيلته، فكلها تقليدية تمضي على سنن الشعر القديم الموروث.» 

## مؤلفاته
- لحن الماضي، ديوان شعره، 1979

نشرت قصائده ومقالاته وترجماته عن الأدب الفرنسي في المجلات القيثارة، وجريدة اللاذقية، المعلم العربي، والموقف العربي في دمشق، والكشاف، والجمهور، والأجيال، ودنيا المرأة في لبنان وترك عدة دواوين مخطوطة، لم تنشر.